# Aram Mp3
Aram Mp3 (rojstno ime Aram Sargsyan), armenski kantavtor in komik, * 5. april 1984, Erevan, Armenija. 
Leta 2014 je Armenijo je zastopal na Evroviziji 2014 v Københavnu s pesmijo " Not Alone ", kjer je dosegel 4 mesto. Aram se je rodil v armenski prestolnici Erevanu. Obiskoval je medicinsko univerzo, kjer je leta 2006 diplomiral. 